# Nikolina Šterevová
Nikolina Pavlova Šterevová (bulharsky: Николина Павлова Щерева; 21. ledna 1955 Sofie, Bulharská lidová republika) je bývalá bulharská atletka, běžkyně, stříbrná olympijská medailistka a dvojnásobná halová mistryně Evropy v běhu na 800 metrů.

## Sportovní kariéra

### LOH 1976 a LOH 1980
Největších úspěchů své kariéry dosáhla v roce 1976. Na halovém evropském šampionátu v Mnichově vybojovala časem 2:02,2 zlatou medaili v běhu na 800 metrů. V témže roce se konaly Letní olympijské hry v Montréalu. 23. července absolvovala úvodní kolo a časem 2:01,02 postoupila do semifinále, které se konalo o den později. V něm doběhla ve druhém rozběhu na 2. místě (1:57,35). Finále se uskutečnilo 26. července a olympijskou vítězkou se stala sovětská běžkyně Taťána Kazankinová, jež časem 1:54,94 vytvořila nový světový a olympijský rekord. Stříbro vybojovala Bulharka Štěrevová, která cílem proběhla v osobním rekordu a druhém nejlepším čase historie 1:55,42. Bronz získala Elfi Zinnová z NDR v čase 1:55,60. O dva dny později nastoupila Kazankinová i Štěrevová do prvního kola závodu na 1500 metrů. Obě postoupily do semifinále a následně i do finále, které bylo na programu 30. července. Druhou zlatou medaili nakonec vybojovala Taťána Kazankinová v čase 4:05,48 a Štěrevová doběhla těsně pod stupni vítězů, na 4. místě (4:06,57). Na bronzovou medaili, kterou získala Ulrike Klapezynskiová z NDR ztratila 48 setin. Stříbro získala její krajanka Gunhild Hoffmeisterová.
V roce 1980 reprezentovala na olympijských hrách v Moskvě, avšak podobný úspěch jako na hrách v Montréalu již nezopakovala. Ve finále osmistovky doběhla na 7. místě (1:58,71). V závodě na 1500 metrů skončila ve druhém rozběhu na 7. místě a postup do finále ji unikl.

### Ostatní úspěchy
V roce 1974 se účastnila ME v atletice v Římě, kde v závodě na 800 m nepostoupila do finále. V roce 1979 se stala ve Vídni podruhé halovou mistryní Evropy v běhu na 800 metrů (2:02,6). O dva roky později na halovém ME v Grenoblu vybojovala na stejné trati bronz. Na následujícím halovém evropském šampionátu v Miláně v roce 1982 doběhla ve finále na 6. místě (2:04,21). Na ME v atletice 1982 v Athénách poté skončila sedmá. Startovala také na evropském šampionátu ve Stuttgartu v roce 1986, kde ve finále běhu na 1500 metrů obsadila 10. místo.

### Osobní rekordy
- 800 m (hala) – 2:00,12 – 10. února 1985, Sofie
- 800 m (dráha) – 1:55,42 – 26. července 1976, Montréal